# جيمس بابيز
جيمس بابيز (1883-1958) عالم تشريح أعصاب أمريكي. اشتهر بشكل خاص بعمله على الجهاز الحوفي ، حيث وصف التنظيم الوظيفي المسؤول عن العواطف، والذي يعرف بدائرة بابيز.

## سيرة
وُلِد جيمس وينسيسلاس بابيز في جلينكو ، مينيسوتا ، بالولايات المتحدة، في 18 أغسطس سنة 1883، بعائلة من أصل تشيكوسلوفاكي . تخرج من جامعة مينيسوتا كطبيب عام 1911، تخصص بابيز في علم التشريح العصبي حيث قام بالتدريس بين عامي 1914 و1920 في جامعة أتلانتا قبل أن ينضم إلى كلية الطب بجامعة كورنيل ، بقي هناك إلى غاية سنة 1951. بعد مغادرته جامعة كورنيل، تولى بابيز منصب مدير مختبر للأبحاث البيولوجية الجديد في وحدة الصحة العقلية والإصلاح في مستشفى ولاية كولومبوس، لدراسة الفسيولوجيا المرضية للاضطرابات العصبية التنكسية. كان أمينًا لمجموعة "وايلدر" لأدمغة البشر، عندما نشر مقاله العلمي عام 1937.
كرس جزءًا من وقته لكتابة الشعر، فنشر ديوان " فتاتي في شارع برود " في عام 1957. في عام 1912، تزوج من بيرل سنودن، ورزق منها بثلاثة أطفال: جيمس ، جوليا ولويد بيتني.

## مساهمته العلمية
افترض جيمس بابيز أن الحُصين، التلفيف الحزامي (المعروف بفص بروكا الثفني)، تحت المهاد، النوى المهادية الأمامية، والروابط بينها تشكّل آلية متناسقة مسؤولة عن بلورة المشاعر. في عام 1937، اقترح بابيز دائرة عصبية تشمل هذه البنى، لكنه لم يذكر الفص الحوفي الذي وصفه بول بروكا سابقًا. ورغم أن فكرته كانت رائدة، إلا أن بروكا أشار إليها بشكل أولي، وأضاف باول ماكلين لاحقًا بنى أخرى مثل الحاجز، اللوزة الدماغية، وتحت المهاد، وأطلق عليها اسم الجهاز الحوفي. كما وسّع بول إيفان ياكوفليف هذا النموذج ليشمل الفص الجبهي الحجاجي، الجزيرة، الفص الصدغي الأمامي، ونوى أخرى في المهاد، مما عزز فهم البنية العصبية المسؤولة عن المشاعر.